# Bushiri (Tanzania)
Bushiri è una circoscrizione rurale (rural ward) della Tanzania situata nel distretto di Pangani, regione di Tanga. Conta una popolazione di 7 294 abitanti (censimento 2012).